# 庫布拉特市鎮
43°50′N 26°27′E / 43.833°N 26.450°E
庫布拉特市，是保加利亞的城鎮，位於該國東北部，由拉兹格勒州負責管轄，首府設於庫布拉特，面積462平方公里，2009年人口20,198，人口密度每平方公里43.7人。